# Grupa Warszawa
Grupa Warszawa – polskie przedsiębiorstwo z siedzibą w Warszawie, założone w 2008 roku przez przedsiębiorcę i producenta filmowego Norberta Redkie. Spółka zarządza klubami i restauracjami na terenie Warszawy, oraz produkcją filmową. Do Grupy Warszawa należą między innymi: klubokawiarnia Warszawa Powiśle, restauracja Syreni Śpiew Koneser, koktajl bar Weles, a także dom produkcyjny Mental Disorder 4.

## Działalność
Spółka specjalizuje się w inicjatywach kulturalno-gastronomicznych na terenie Warszawy, podkreślających architekturę poszczególnych lokalizacji i inspirowanych polską tradycją. W 2009 roku do Redkie dołączył Bartłomiej Kraciuk, a w 2011 Hubert Karsz. W 2018 roku Kraciuk wycofał się z działalności spółki.

### Warszawa Powiśle
W 2008 roku Grupa Warszawa wygrała przetarg na zagospodarowanie modernistycznego budynku dawnych kas dworca kolejowego Warszawa Powiśle, projektu Arseniusza Romanowicza. Kosztem 750 tysięcy złotych, w budynku wydzierżawionym od Polskich Kolei Państwowych i odrestaurowanym przez architektów z grupy projektowej Centrala, spółka otworzyła klubokawiarnię z domowym jedzeniem i piwem. Uroczyste otwarcie odbyło się 26 czerwca 2009, z udziałem ponad 2 tysięcy osób.
Jako organizator kilku tysięcy wydarzeń kulturalnych klubokawiarnia stała się jednym z najpopularniejszych lokali Warszawy. Promuje młodą kulturę i sztukę – wnętrze lokalu ozdabiały dotąd grafiki Edwarda Dwurnika, Jana Dziaczkowskiego oraz Jana Kallwejta. W 2013 roku Gazeta Wyborcza nazwała Warszawę Powiśle jedną z „10 knajp, które zmieniły Warszawę”.
Chociaż od początku działalności popularność klubu przyciągającego tłumy była powodem licznych interwencji straży miejskiej.  We wrześniu 2012 straż złożyła wniosek o odebranie lokalowi koncesji na sprzedaż alkoholu.  W obronie klubokawiarni stanęli wówczas artyści i celebryci, między innymi: Andrzej Chyra, Maciej Zakościelny, Kuba Wojewódzki, Michał Piróg oraz Agnieszka Szulim. Wniosek ostatecznie został odrzucony przez burmistrza dzielnicy Śródmieście Wojciecha Bartelskiego.

### Syreni Śpiew
Po otwarciu Warszawy Powiśle Redkie postulował o renowację innych modernistycznych budynków Warszawy z lat 60. W 2011 roku, na potrzeby działalności nowego lokalu, twórcy Grupy Warszawa odrestaurowali trzykondygnacyjny pawilon dawnej restauracji i kawiarni hotelu „Powiśle”, wraz ze znajdującymi się w nim mozaikami, zachowując jak najwięcej oryginalnego wystroju. Koktajl bar Syreni Śpiew, z muzyką na żywo, serwujący ponad sto rodzajów whisky, Redkie i Kraciuk, wraz z nowym wspólnikiem Hubertem Karszem, otworzyli w Sylwestra 2011. W Syrenim Śpiewie odbywały się regularne pokazy mody, imprezy firmowe, plany zdjęciowe oraz konferencje.
W pierwotnej lokalizacji klub mieścił się do końca 2016 roku. Zły stan budynku uniemożliwił dalszą eksploatację lokalu. Nową, wielopoziomową siedzibę, z klubem i barem, pod szyldem Syreni Śpiew Koneser, otwarto 7 września 2019 w kompleksie Centrum Praskie Koneser.

### Pozostałe inicjatywy
W 2012 roku spółka otworzyła kameralną cukiernię Lody na Patyku, serwującą wina deserowe oraz organizującą warsztaty plastyczne i animacje dla dzieci. W lipcu 2015, w miejscu popularnej restauracji Cafe 6/12, w socrealistycznym budynku przy ulicy Żurawiej, otwarto bistro Zorza, z wnętrzami utrzymanymi w stylu art déco.
Od czerwca 2016, w modernistycznej Białej Willi Łepkowskich z ogrodem, na Saskiej Kępie, działała restauracja Biała – Zjedz i wypij, oparta na współczesnej kuchni polskiej. Na miejscu, do kwietnia 2020, odbywały się wystawy artystyczne i działały galerie wzornictwa.
W latach 2012–2014 przy Muzeum Sztuki Nowoczesnej w Warszawie funkcjonowała kawiarnia Moderna. Latem 2015 Grupa Warszawa otworzyła szósty lokal, kameralny, nieoznaczony żadnym szyldem koktajl bar Weles.  W kwietniu 2016 otwarto azjatycką restaurację z ogrodem Fokim, która w latach 2018–2019 działała jako klub Granda!, z muzyką na żywo i karaoke.
Obok prowadzenia restauracji Grupa Warszawa prowadzi Fundację Więcej Sztuki, natomiast od 2017 roku przestrzeń konferencyjną Szarotka, w odrestaurowanym budynku na terenie Fortu Mokotów, oraz baru Ruszt, otwartego w sierpniu 2017.
Spółka zajmuje się także doradztwem marketingowym oraz realizowaniem gastronomicznych projektów komercyjnych (we współpracy z Philip Morris International czy IKEA). W lipcu 2013 dla firmy Mercedes-Benz Grupa Warszawa otworzyła sezonowy pawilon kulturalny Stacja Mercedes, który działał w latach 2013, 2014 i 2015.

### Posiłek dla Seniora
Od stycznia 2020 Grupa Warszawa prowadziła program tanich obiadów dla studentów i seniorów. Od kwietnia 2020, w związku z wybuchem pandemii COVID-19, program przekształcono w akcję Posiłek dla Seniora, w której za pieniądze zebrane w internecie obsługa Syreniego Śpiewu gotuje i dostarcza obiady starszym osobom.

## Produkcja filmowa
Twórcy Grupy Warszawa wraz z producentką Agnieszką Kurzydło założyli dom produkcyjny Mental Disorder 4, realizujący filmy fabularne. W studiu powstały dotychczas między innymi:
- Bejbi blues (2012),
- W imię... (2013),
- Facet (nie)potrzebny od zaraz (2014),
- Kebab i Horoskop (2014),
- Czerwony pająk (2015),
- Test (2015),
- Czerwony kapitan (2016, koprodukcja międzynarodowa),
- Fuga (2018),
- Via Carpatia (2018).

## Nagrody i wyróżnienia
Klubokawiarnia Warszawa Powiśle zdobyła tytuł „Otwarcia Roku” w rankingu stacji TVN Warszawa, i nagrodę Nocne Marki w kategorii „Miejsce Roku 2009” magazynu Aktivist.
Restauracja Syreni Śpiew zdobyła nagrodę magazynu Warsaw Insider za rok 2012, w kategorii „Best New Bar”. Syreni Śpiew otrzymał tytuł Klub Roku w plebiscycie „Warszawiaki 2015”.
Twórcy Grupy Warszawa zostali wyróżnieni przez czytelników magazynu Design Alive nagrodą za 2016 rok, w kategorii Strateg.
Projekt pawilonu Stacja Mercedes został nagrodzony w konkursach Golden Arrow, Złote Spinacze, oraz był nominowany do European Excellence Awards.
Lokal Weles zdobył nagrodę Best Cocktail Bar w konkursie magazynu Warsaw Insider.